# حزب حرکت اسلامی مردم افغانستان
حزب حرکت اسلامی مردم افغانستان یکی از احزاب افغانستان است.
این حزب در۲۲ دلو ۱۳۸۲ رسماً اعلان موجودیت نمود و طی یک کنکره سراسری حزب که با شرکت اعضای شورای ولایتی ان در کابل دایر شده بخش نظامی ان ملغی گردید و طی یک انتخابات ازاد سید حسین انوری به سمت رهبری حزب انتخاب گردید.
هر چند اختلاف نظرها دراستراتژی سیاسی حزب میان آیت‌الله محسنی و اقای انوری که انزمان سمت فرمانده نظامی حزب را دارا بود به شکاف‌های عمیقی در حزب انجامیده بود مخصوصا تفاوت دیگاه انان در مورد مبارزه با نیروها طالبان، و عملاً از ان به بعد اقای انوری شاخه جداگانه جزب حرکت اسلامی را رهبری می‌نمود که عمدتاً فرماندهان سابق حزب و سایر هواداران او وی را همراهی می‌کردند و کاملاً بر اساس اهداف مشخص و استراتژی روشن در قبال مسایل مسایل سیاسی فعالیت می‌نمودند.
امابا برگزاری کنکره سراسری حزب در زمستان سال ۱۳۸۲ و ثبت حزب در وزارت عدلیه بتاریخ ۲۰/۳/۱۳۸۳بحیث یک حزب جدید عرض اندام نمود.

## اعضای هیئت رهبری حزب
۱- در هیئت رهبری حزب ۲۰ نفر از اعضای حزب عضویت دارند که از جمله ۴ تن شان از میان زنان انتخاب شده‌است.
۲- شورای مرکزی حزب که عالیترین ارگان تصمیم گیرنده حزب می‌باشد متشکل از ۱۳۰ تن از اعضای حزب می‌باشند که عمدتاً روسای شورای‌های ولایتی و شوراهای ولسوالی حزب در ان عضویت یافته‌اند.
مرکزیت حزب در کابل بوده و هدف اصلی اعضای انرا برادری ملیت‌ها، عدالت اجتماعی و انکشاف متوازن تشکیل می‌دهد.
هفته نامه مردم ارگان نشراتی رسمی ان می‌باشد که از سال ۱۳۸۱ تا کنون به نشرات خود ادامه می‌دهد و محمد قاسم وفایی زاده بحیث مدیر مسئول ان تا میزان سال ۱۳۸۶ فعالیت داشت و بعد از وی کمال الدین رضوی روز نامه نگار و نویسنده کشور بحیث مدیرمسئول ان انتخاب شده‌است.

## اساسنامه حزب
حزب حرکت مردم افغانستان، از حزب حرکت اسلامی افغانستان به رهبری شیخ آصف محسنی منشعب شده‌است.